# Vol espacial orbital

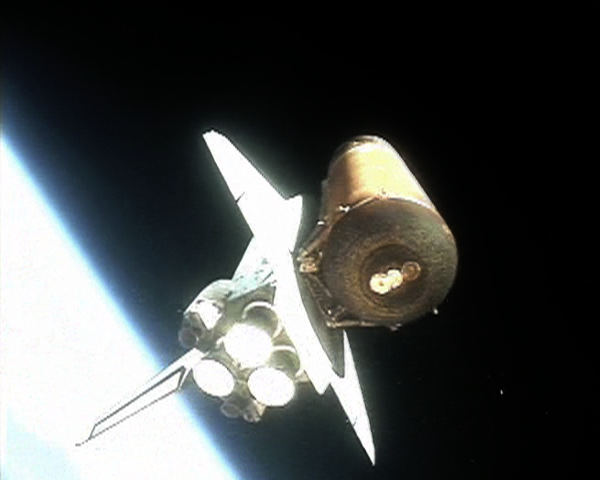
Els coets del Discovery a la velocitat orbital, just després de la separació de l'impulsador

Un vol espacial orbital (o vol orbital) és un vol espacial on una nau espacial es col·loca en una trajectòria on pot romandre en l'espai almenys una òrbita completa. Per fer això en tota la Terra, ha d'estar en una trajectòria lliure amb una altitud en perigeu (altitud a l'aproximació més propera) per sobre dels 100 km (això és, si més no una convenció, del límit de l'espai). Per romandre en òrbita en aquesta altitud cal una velocitat orbital de ~7,8 km/s. La velocitat orbital és més lenta en òrbites més altes, però el seu assoliment requereix un major delta-v.
L'expressió "vol espacial orbital" s'utilitza sobretot per distingir-la dels vols espacials suborbitals, que són vols on l'àpside d'una nau espacial arriba a l'espai, però el perigeu és massa baix.

## Llançament orbital
| Vols espacials tripulats orbitals |       |             |
| Nom                               | Debut | Llançaments |
| Vostok                            | 1961  | 6           |
| Mercury                           | 1962  | 4           |
| Voskhod                           | 1964  | 2           |
| Gemini                            | 1965  | 10          |
| Soiuz                             | 1967  | 110         |
| Apollo                            | 1968  | 15          |
| Transbordador                     | 1981  | 135         |
| Shenzhou                          | 2003  | 4           |

El vol espacial orbital des de la Terra només s'ha rebut aconseguit amb vehicles de llançaments que utilitzen motors de coet per a la propulsió. Per assolir l'òrbita, el coet ha d'impartir a la càrrega útil d'un delta-v al voltant de 9,3–10 km/s. Aquesta xifra es deu principalment (~7,8 km/s) per l'acceleració horitzontal necessària per assolir la velocitat orbital, però permet la resistència aerodinàmica (d'aproximadament 300 m/s amb el coeficient balístic d'un vehicle de 20 m de longitud densament alimentat de combustible), la pèrdua de gravetat (depenent de la durada de la combustió i els detalls de la trajectòria i el vehicle de llançament), i el guany d'alçada.
La tècnica provada principal consisteix a llançar gairebé verticalment durant uns quilòmetres en realitzar un gir gravitacional, i després, progressivament, l'aplanament de la trajectòria a terme a una altitud superior a 170 km i l'acceleració en una trajectòria horitzontal (cap amunt amb els coets en angle per lluitar contra la gravetat i mantenir l'altitud) per una combustió de 5-8 minuts fins que s'aconsegueix la velocitat orbital. Actualment, calen de 2 a 4 trams per aconseguir el delta-v necessari. La majoria dels llançaments són per vehicles de llançament d'un sol ús.
El Coet Pegasus per als satèl·lits petits es llança des d'un avió a una altitud de 12 km.
Altres tècniques, com l'ús d'un llançament en bucle, s'han proposat com a llançament espacial sense coet. Aquestes tècniques són teòriques, ja que no s'han fet intents per orbitar un vehicle utilitzant aquest mètode.

## Estabilitat

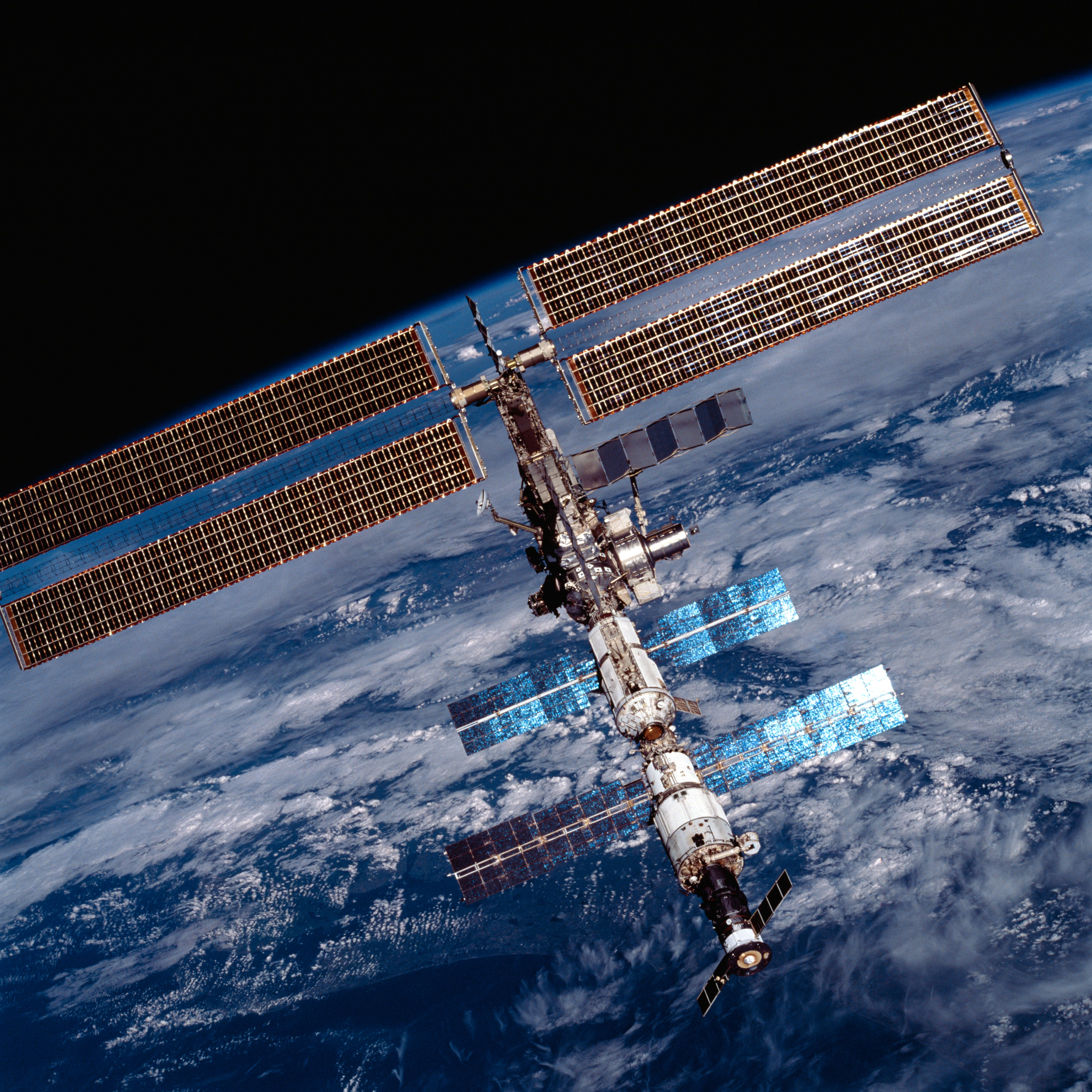
L'Estació Espacial Internacional durant la construcció en òrbita terrestre el 2001. Ha de ser periòdicament reimpulsat per mantenir l'òrbita

Un objecte en òrbita a una altitud d'aproximadament 200 km es considera inestable a causa de la resistència atmosfèrica. Per a un satèl·lit en una òrbita estable (és a dir, sostenible durant més d'uns pocs mesos), a 350 km d'altitud és un punt més estàndard en òrbita terrestre baixa. Per exemple, el 1958-02-01 el satèl·lit Explorer 1 va ser llançat a l'òrbita amb un perigeu de 358 km. Es va mantenir en òrbita durant més de dotze anys abans de reentrar a l'atmosfera sobre l'Oceà Pacífic el 1970-03-31.
No obstant això, el comportament exacte dels objectes en òrbita depèn l'altitud, el seu coeficient balístic, i detalls de la meteorologia espacial que pot afectar en altura de l'atmosfera superior.

## Òrbites
Hi ha tres parts principals de l'òrbita al voltant de la Terra: òrbita terrestre baixa (LEO), òrbita terrestre mitjana (MEO) i òrbita geoestacionària (GEO).
A causa d'aquestes òrbites en particular en mècanica orbital, fixades en gran part al voltant de la Terra, que coincideix amb el centre de la Terra, i pot ser inclinat respecte a la línia equatorial. La Terra gira al voltant del seu eix dins d'aquesta òrbita, i el moviment relatiu de la nau espacial i el moviment de la superfície de la Terra determina la posició que la nau espacial apareix en el cel de la terra, i quines parts de la Terra són visibles des de la nau espacial.
Si en línia vertical cap a baix de la superfície de la Terra és possible calcular una traça terrestre que demostra quina part de la Terra una nau espacial està immediatament per sobre, i això és útil per ajudar a visualitzar l'òrbita.
La NASA ofereix seguiment en temps real dels més de 500 satèl·lits artificials que es mantenen en òrbita al voltant de la Terra. Per a la posició d'aquests satèl·lits hi ha disponible una pàgina web amb les traces de satèl·lits gràcies a la NASA Arxivat 2005-05-04 a Wayback Machine..

## Maniobra orbital
En un vol espacial, una maniobra orbital és l'ús de sistemes de propulsió per canviar l'òrbita d'una nau espacial. Per a naus espacials lluny de la Terra, per exemple en les òrbites al voltant del Sol, una maniobra orbital s'anomena maniobra d'espai profund (DSM).

## Sortida d'òrbita i reentrada
En el retorn de naus espacials (incloent totes les naus tripulades), s'ha de trobar una manera de frenar el més possible la velocitat mentre que travessa les altes capes de l'atmosfera i finalment evitar xocar contra el terra (litofrenada) o impulsant-se. Per la majoria de vols espacials orbitals, la desacceleració inicial és proporcionada per retrocoets dels motors del coet de la nau, pertorbant l'òrbita (mitjançant la reducció del perigeu cap avall a l'atmosfera) en una trajectòria suborbital. Moltes naus en òrbita terrestre baixa (p.e., els nanosatèl·lits o les naus espacials que s'han quedat sense combustible pel manteniment orbital o no estan funcionals), resoldre el problema de la desacceleració de velocitats orbitals mitjançant l'ús de la resistència atmosfèrica (aerofrenada) proporcionen la desacceleració inicial. En tots els casos, la desacceleració inicial un cop ha disminuït el perigeu orbital a la mesosfera, totes les naus espacials perden la major part de la velocitat restant i, per tant, l'energia cinètica, a través de l'efecte de la fricció atmosfèrica de aerofrenada.
L'aerofrenada intencional s'aconsegueix mitjançant l'orientació de la nau espacial per tornar a volar, així com per presentar la calor als escuts davanters, per tal de protegir contra les altes temperatures generades per la compressió i la fricció atmosfèrica causada pel pas a través de l'atmosfera a velocitats hipersòniques. L'energia tèrmica es dissipa principalment per compressió en escalfar-se l'aire en una ona de xoc per davant del vehicle utilitzant una forma d'escut tèrmic, amb l'objectiu de minimitzar la calor que entra al vehicle.
Els vols espacials suborbitals, amb una velocitat molt més baixa, no generen ni de lluny tanta calor durant la reentrada.
Sempre que si el vehicle és un satèl·lit i és en última instància fungible, la majoria de les autoritats espacials estan utilitzant tècniques controlades de reentrada per evitar els problemes de brossa espacial que arriba a terra i evitant un perill per a la vida i la propietat. A més, això minimitza la creació de deixalles espacials a l'òrbita.

## Història
- Spútnik 1 va ser llançat amb èxit el 4 d'octubre de 1957 per la Unió Soviètica
- Vostok 1, llançat per la Unió Soviètica el 12 d'abril de 1961, transportant a Iuri Gagarin, va ser el primer vol espacial tripulat amb èxit en arribar a l'òrbita terrestre.